# Michael Brian Schiffer
Michael Brian Schiffer (Winnipeg, Canadá, 4 de outubro de 1947) é um arqueólogo canadense e um dos fundadores da chamada Arqueologia Comportamental. Atualmente é professor de antropologia e diretor do Laboratório de Tecnologia Tradicional na Universidade do Arizona.

## Biografia
Filho de fazendeiros, ainda criança, se mudaram para Los Angeles, na Califórnia, em 1953. Após sua formatura do colegial em 1965, ele entrou na Universidade da Califórnia em Los Angeles, onde estudou química, antropologia e arqueologia. Teve como professores, renomados arqueólogos/antropólogos da época como James N. Hill, Sally R. Binford, James Sackett e Lewis Binford. Em 1969 ele se torna bacharel em antropologia pela Universidade da Califórnia e o seu mestrado (1972) e doutorado (1973) pela Universidade do Arizona.
As idéias de Schiffer foram lançadas, inicialmente, em seu livro de 1976 Behavioral Archaeology e um grande número de artigos publicados, todos voltados para os processos de formação de um sítio arqueológico. Sua maior importante contribuição para a arqueologia é a sua rejeição pelo processualismo comum que assumia que o registro arqueológico é transparente e mostra como era a antiga sociedade (Premissa de Pompéia). Schiffer explica que os artefatos são destruídos e transformados por vários processos naturais e culturais.